# Омолон (село)
Омоло́н — чукотское село в Билибинском районе Чукотского автономного округа России. Образует сельское поселение Омолон.
Название в переводе с юкагирского[какого?] — «хорошая река».

## География
Расположено на правом берегу одноимённой реки, на границе округа с Магаданской областью. Это самое отдалённое село Билибинского района, расстояние до райцентра составляет 400 км, до окружного центра — 780 км.

## История
Село образовано в 1944 году для обслуживания запасного аэродрома участка трассы Алсиб.

## Население
| 2002 | 2009 | 2010 | 2011 | 2012 | 2013 | 2014 |
| ---- | ---- | ---- | ---- | ---- | ---- | ---- |
| 946  | ↘871 | ↗873 | ↘866 | ↘855 | ↘854 | ↘836 |
| 2015 | 2016 | 2017 | 2018 | 2020 | 2021 | 2023 |
| ↘822 | ↘791 | ↘790 | ↘785 | ↘773 | ↘650 | ↘616 |

Представителей коренных малочисленных народов Севера насчитывается 713 человек, из них большинство — эвены. Дети в возрасте до 16 лет — 242 человека.

## Экономика и социальная инфраструктура
Основное занятие местных жителей — оленеводство и рыболовство, охотничий и пушной промысел. Здесь базируется муниципальное сельхозпредприятие «Олой». Функционирует метеостанция.
В селе есть средняя школа, отделение национального декоративно-прикладного творчества Билибинской школы искусств, участковая больница, почта, узел связи, дом культуры, гостиница на 21 место, магазин-пекарня.
Действующий православный храм преподобного Сергия Радонежского.
Улицы села: Авиаторов, Береговая, Заречная, Клубная, Лесная, Парковая, Портовая, Профсоюзная, Советская, Сульженко, Черепова, Школьная, Южная.

## Транспорт
Постоянной дороги к поселению нет. Завоз топлива и продовольствия ранее осуществлялся речным путём в период половодья с территории Магаданской области, с 2011 года устраивается сезонный автозимник, связавший Омолон с Билибино.
В дальнейшем через село пройдёт строящаяся федеральная автотрасса Колыма — Анадырь.
Действует аэропорт.

## Связь
На территории поселения организовано вещание шести телеканалов (Первый, Россия-1, Культура, Спорт, НТВ, СТС), а также четырёх радиостанций.
В селе установлено 153 квартирных телефона.

## Археологические находки
В районе села находится двухкилометровый Мамонтов обрыв, представляющий собой обнажение пластов суглинка, пронизанных огромными линзами льда, откуда ежегодно вытаивают останки мамонтов, шерстистых носорогов и других доисторических животных.
В 1982 году в окрестностях села местными жителями был обнаружен железокаменный метеорит массой 250 кг, относящийся к редкому типу палласитов. Находка получила название «Омолон», в настоящее время экспонируется в Музее естественной истории СВКНИИ ДВО РАН в г. Магадан.

## Климат
В Омолоне был зарегистрирован абсолютный температурный минимум на Чукотке −61 °C. При этом лето одно из самых тёплых в субъекте Федерации.
| Показатель                    | Янв.  | Фев.  | Март  | Апр.  | Май   | Июнь | Июль | Авг. | Сен.  | Окт.  | Нояб. | Дек.  | Год   |
| ----------------------------- | ----- | ----- | ----- | ----- | ----- | ---- | ---- | ---- | ----- | ----- | ----- | ----- | ----- |
| Абсолютный максимум, °C       | 0,3   | 2,9   | 4     | 9,7   | 25,5  | 31,8 | 34   | 31,2 | 25,3  | 15    | 4,5   | 3,2   | 34    |
| Средний суточный максимум, °C | −33,4 | −29,4 | −17,8 | −5,8  | 7,4   | 18,3 | 21,2 | 16,5 | 8,4   | −5,7  | −21,6 | −31,8 | −6,1  |
| Средняя температура, °C       | −37,5 | −34,7 | −25,3 | −13   | 2,4   | 12,2 | 14,8 | 10,4 | 3,2   | −10   | −25,7 | −35,6 | −11,6 |
| Средний суточный минимум, °C  | −41,5 | −39,5 | −32,4 | −21,1 | −3,2  | 5,6  | 8,1  | 4,6  | −1,5  | −14,2 | −29,9 | −39,5 | −17   |
| Абсолютный минимум, °C        | −60,9 | −61,1 | −57,2 | −48,4 | −31,3 | −5,1 | −3,5 | −9,3 | −21,8 | −37,7 | −54,1 | −59,9 | −61,1 |
| Норма осадков, мм             | 10    | 9     | 9     | 7     | 13    | 29   | 44   | 50   | 26    | 22    | 18    | 13    | 246   |
| Источник: Погода и климат     |       |       |       |       |       |      |      |      |       |       |       |       |       |